# Jean Chasson
 (août 2018).
Si vous disposez d'ouvrages ou d'articles de référence ou si vous connaissez des sites web de qualité traitant du thème abordé ici, merci de compléter l'article en donnant les références utiles à sa vérifiabilité et en les liant à la section « Notes et références ».
Jean Chasson, né le 19 mars 1907 à Rueil-Malmaison et mort le 11 novembre 1993 à Payroux), est un lutteur français, spécialiste de lutte libre.
Il remporte deux médailles lors des Championnats d'Europe en lutte libre dans la catégorie des poids plume (moins de 61 kg), l'une en bronze en 1930 à Bruxelles et l'autre en argent en 1931 à Budapest.
Il participe aux tournois de lutte aux Jeux olympiques d'été de 1932 à Los Angeles et aux Jeux olympiques d'été de 1936 à Berlin, dans les épreuves de lutte libre, catégorie des poids plume (moins de 61 kg).